# Irwin, Iowa
Irwin là một thành phố thuộc quận Shelby, tiểu bang Iowa, Hoa Kỳ. Năm 2010, dân số của thành phố này là 341 người.

## Dân số
Dân số qua các năm:
- Năm 2000: 372 người.
- Năm 2010: 341 người.